# إدوبلا (إد غزال إد شعود)
إدوبلا هو دُوَّار يقع بجماعة سيدي حساين أو علي، إقليم سيدي إفني، جهة كلميم واد نون في المملكة المغربية. ينتمي الدوّار لمشيخة إد غزال إد شعود التي تضم 75 دوار. يقدر عدد سكانه بـ 81 نسمة حسب الإحصاء الرسمي للسكان والسكنى لسنة 2004.

## روابط خارجية
- البوابة الوطنية للجماعات الترابية
- المندوبية السامية للتخطيط